# 1740
Évszázadok: 17. század – 18. század – 19. század
Évtizedek: 1690-es évek – 1700-as évek – 1710-es évek – 1720-as évek – 1730-as évek – 1740-es évek – 1750-es évek – 1760-as évek – 1770-es évek – 1780-as évek – 1790-es évek
Évek: 1735 – 1736 – 1737 – 1738 –  1739 – 1740 – 1741 – 1742 – 1743 – 1744 – 1745

## Események

### Határozott dátumú események
- augusztus 17. XIV. Benedek pápa megválasztása.[1]
- október 20. – Mária Terézia trónra lépése.[2]
- december 16. – II. Frigyes porosz király csapataival bevonul Sziléziába. Ezzel elkezdődik az 1748-ig tartó osztrák örökösödési háború.[3]

### Határozatlan dátumú események
- Foglár György püspök jogi akadémiát alapít Egerben.[4]

## Születések
- március 1. – Darvas Ferenc, magyar királyi udvari helytartósági tanácsos és Pest vármegye országgyűlési követe, költő († 1810)
- május 9. – Giovanni Paisiello, olasz zeneszerző, az opera buffa egyik legnagyobb mestere († 1816)
- június 2. – De Sade márki, francia író, filozófus († 1814)
- augusztus 26. – Joseph-Michel Montgolfier, feltaláló, hőlégballon építő († 1810)
- szeptember 1. – Csernák László, magyar származású holland matematikus († 1816)
- október 17. – Dugonics András, piarista szerzetes, író, egyetemi tanár († 1818)
- november 1. – Görgey Márton pécsi püspök († 1807)
- november 2. – Johann Martin Fischer, osztrák szobrász († 1820)
- november 20. – Kövér István, címzetes érsek († 1824)
- december 20. – Benkő József, református lelkész, botanikus, történész, nyelvész († 1814)

## Halálozások
- február 6. – XII. Kelemen pápa (Lorenzo Corsini) (* 1652)[5]
- május 31. – I. Frigyes Vilmos, porosz király (* 1688)
- október 20. – III. Károly magyar király, VI. Károly néven német-római császár[6] (* 1685)
- Giuseppe Giovanni Battista Guarneri, olasz hangszerkészítő (* 1666)

## Európai időjárás
Januártól márciusig kemény tél Írországban, Nyugat- és Közép-Európában. Az egész Balti-tenger és a Zürichi-tó befagyott.